# Gugulani
Gugulanii reprezintă supranumele sub care sunt cunoscuți locuitorii de etnie română ai zonei rurale a Banatului montan din nordul județului Caraș-Severin și având ca centru urban municipiul Caransebeș.

## Etimologie
Dicționarele mai importante de limbă română, precum și glosarele dialectale, de vechimi diverse, nu au înregistrat forma gugulan. Abia Dicționarul enciclopedic ilustrat „Cartea Românească” (1931) al lui Ion Aurel Candrea și Gheorghe Adamescu, a menționat în treacăt de bănățenismele gugulan și gugulănesc, însă fără indicarea originii și tuturor sensurilor.
În zona Banatului, unde gugulanii aveau ca ocupație de bază, mai ales în trecut, păstoritul și pomicultura, supranumele colectiv cuprindea locuitorii satelor din zonele Caransebeșului, cu sate înșirate la poalele munților, dealurilor, pe văile înguste spre Hațeg și Domașnea.
Asupra termenului gugulani, Ștefan Pașca, urmat de Iorgu Iordan, s-au exprimat a fi un supranume atribuit locuitorilor din Meșcreac, Alba de către locuitorii din satele vecine, cu referire la termenul a guguli „a dezmierda” sau gugulea, ca epitet cu care se dezmiardă copiii. În același mod locuitorii din Bulbuc, Alba îi numesc pe cei din Curpeni, Alba, Colun, Sibiu, celor „de la munte, Arpaș...”, Glâmboaca și „din Porumbacu...”. Pentru zona Banatului, prin gugulani sunt denumiți „oamenii străini (în special ciobanii) veniți de prin părțile muntoase” „românii dinspre Vașcău; românii din partea muntoasă a Banatului”. În Crișana acesta a căpătat și sensul figurat de „om cu oarecare stare materială, înstărit”, lucru explicat de condițiile de viață diferite din trecut în Munții Apuseni și respectiv Banat.
O altă posibilă derivare este de la gugu, precum în cazul pisculean provenit din pisc și răspândit ca Pisculeni.
Supranumele s-a răspândit însă și în afara spațului lingvistic al Banatului. Potrivit unei păreri, cu siguranță impunerea exterioară se datorează în primul rând cântecului popular Gugulan cu car cu mere. Sensul tot mai cunoscut spre anii 1970 ca „vânzător, comerciant (ambulant) de fructe”, provenit din cântec, era unul recent și secundar, fără a cuprinde toți gugulanii.

### Gugulă
Termenul este un posibil derivat de la gugúlă, posibil guguléu, cu sufixul plural -ani și singular -an, fie de la *gug, gugă cu sufixul plural -ulani și singular -ulan.
Pe de altă parte, gugulă are sensul de „vârf asemănător mamelonului” în zona Mărtinești, Hunedoara, derivat de la gugă cu sufixul -ulă. În anii 1970, prin intermediul intervievării locuitorilor asupra răspândirii și sensurilor cuvântului în satele din proximitatea Mărtineștiului, doar în Sărăcsău, Alba o femeie mai în vârstă a răspuns cu nesiguranță că termenul gugulă era folosit pentru o „grămadă de pământ adunată sus”. În mod asemănător, moț, pe lângă sensul de „smoc, șuviță de păr din frunte sau din creștetul capului” îl are și pe acela de „vârf, gurgui”, cu verbul a moța („a țuguia”), adjectivul moțat „cu vârf ascuțit, țuguiat” și substantivul moț „cimitir (așezat pe o înălțime)”.

### Gug
Potrivit unui autor, sensul general și original al bănățenescului gugulan a fost de „muntean”, cu sensul „de la munte, dintr-o zonă, deluroasă.” provenit din gug, „ridicătură de teren, deal, vârf”, formând termenul final prin derivare cu sufixul -ulan. Gug era cunoscut bine în zona Sebiș, Gurahonț, Brad, Vața și altele. Termenul de bază al derivatelor nu a fost atestat în lucrările de specialitate, deși acesta era cunoscut și utilizat. Cuc(a), „vârf de deal” este un posibil derivat. Un dicționar a atestat forma gog cu sensul de „ceva rotund”, iar după datele avute aceasta a avut bază scrierea guka, „grămadă, ridicătură”. Acest amănunt explică de altfel și mențiunea lui Iorgu Iordan în Toponimia românească pentru toponimul Guguieni „satul e în vârful dealului”. O altă dovadă pentru etimologia „deal, vârf” este și existența în Ținutul gugulanilor a oronimului Gugu, vârf aproape de vârful Țarcu.
Pentru un autor aceste date arătau că oronimul Gugu nu are la bază un antroponim, cu numele de persoană Gugu, precum susținea Emil Petrovici în Studii de dialectologie și toponimie, ci apelativul provenit din termenul comun gug, dovedit de toponimul Gugu atestat de mai multe ori și zone diferite, ce ar fi exclus în cazul când numele muntelui ar proveni de la numele unei persoane, cu ocupație de cioban. Termenul putea deveni ușor și antroponim, în Gugu, Gugulescu, Guga și altele.
Gug, pe lângă derivatul gugulan, a format și gugani, guguieni și altele, cunoscute mai ales în regiunea Olteniei cu sensul de „(oameni) de la munte, păstori, hațegani.” Ion Aurel Candrea și Gheorghe Adamescu au înregistrat guguieni ca „termen cu care sunt denumiți oamenii străini veniți de prin părțile muntoase”, dar fără etimologie. Dumitru Loșonți a completat că oamenii străini denumiți sunt în special ciobanii. Guguieni a fost folosit ca supranume de locuitorii din Păușești-Otăsău, Vâlcea celor din Dumbrăvești, Vâlcea „fiindcă satul este așezat într-un vârf de deal”, dar neeexplicat de Ștefan Pașca și Iorgu Iordan ca fiind derivație de la gugui „vârf de deal, cucui, țuțui” cu sufixul -ean, ca „oameni care locuiesc pe un *gugui” după modele deleni < deal, dâmbeni < dâmb, munteni < munte, țuțuieni < țuțui etc.
În Crișana gug, gugi deține sensul de „muntean, de la munte, om din Munții Apuseni”, precum și sensurile figurate de „om sărac, neinstruit, necioplit”. În Râmnicu Vâlcea sensul de „om prost” pentru guguieni a ajuns prin transfer semantic de la cuvântul de bază, la fel precum în cazul mocan, țuțuian și altele.
Pentru autorul Francisc Király a fost surpinzător faptul că Dumitru Loșonți a considerat gug un apelativ necunoscut, neatestat.
Numele de gugulan provine de la cuvântul gugulană care în dialectul aromân înseamnă „fata chipeșă și frumoasă”, respectiv „ciupercă cu pălărie roșie”.

## Ocupații
În zona Banatului, gugulanii aveau ca ocupație de bază, mai ales în trecut, păstoritul și pomicultura. În legătură cu asocierea cu vânzarea fructelor s-a explicat prin situarea populației la munte, unde vindeau printre altele și fructe pentru a-și cumpăra cereale din satele de la șes.